# ロイヤル・ライシーアム劇場

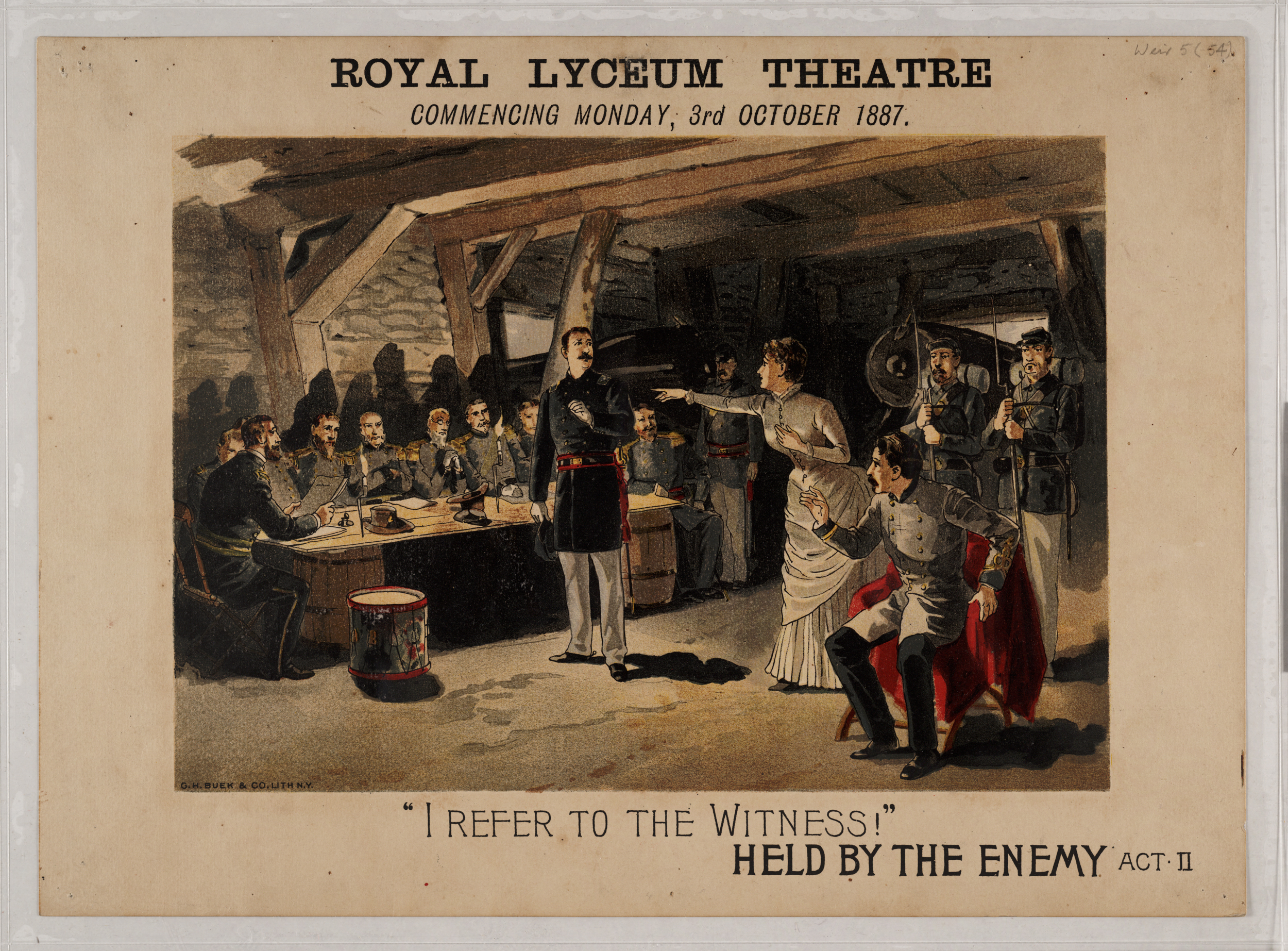
1887年に上演されたウィリアム・ジレットの
『Held by the enemy』のポスター。

ロイヤル・ライシーアム劇場（ロイヤル・ライシーアムげきじょう、Royal Lyceum Theatre）は、スコットランドのエディンバラにある、658席の劇場であり、名称は、開場当時に伝説的なシェイクスピア俳優ヘンリー・アーヴィングが所属していたロンドンのライシーアム劇場にちなんだものである。

## 概要

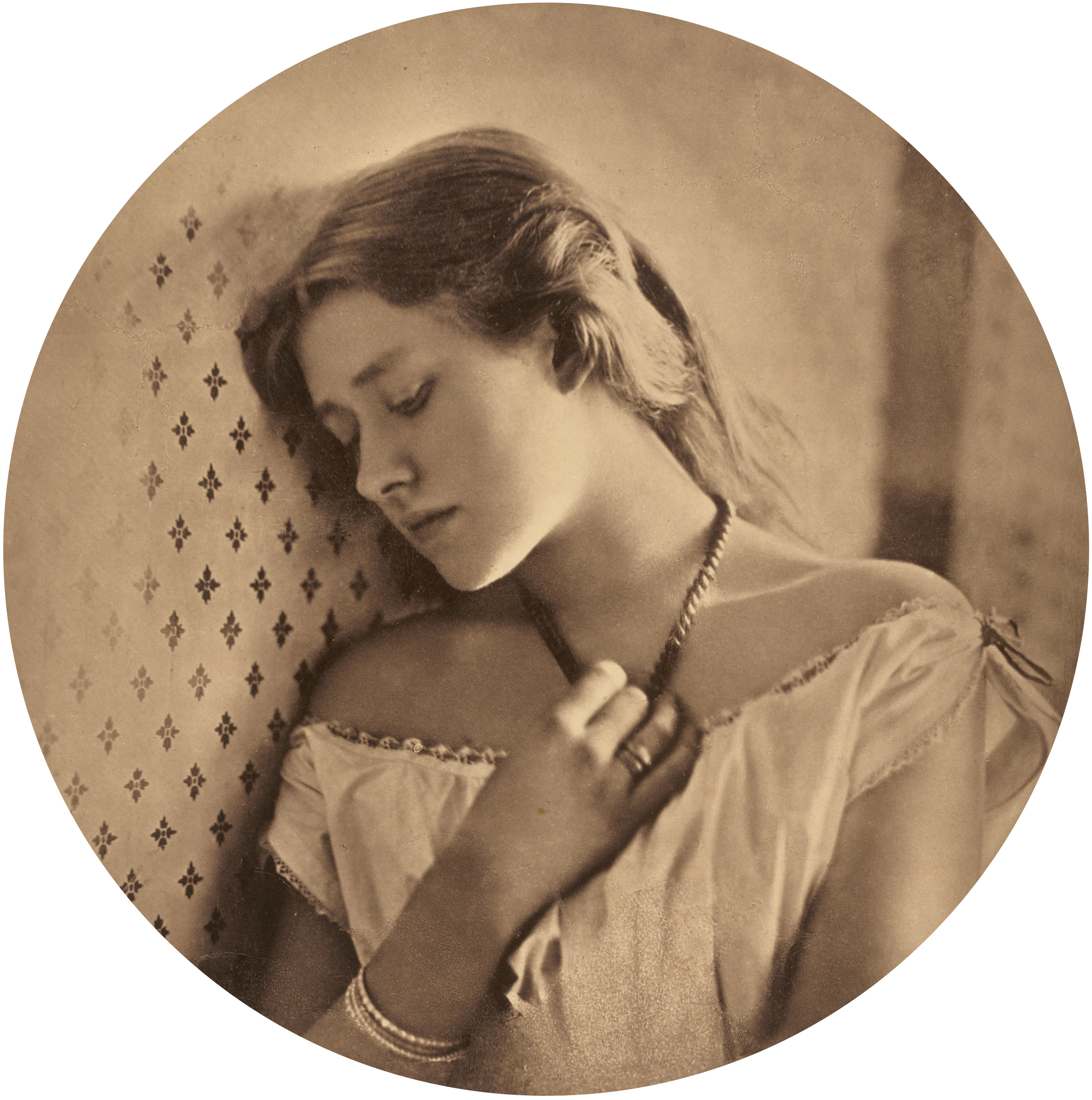
エレン・テリー、1847年-1928年

この劇場は、1883年に建築家チャールズ・J・フィップスが、17,000ポンドを費やし、J・B・ハワード (J. B. Howard) とF・W・P・ウィンダム (F. W. P. Wyndham) の依頼に応じて設計したものであり、依頼したふたりはいずれもエディンバラの劇場経営者兼俳優で、その後1895年には高名なハワード・アンド・ウィンダムを興した。この劇場は、開場以降に小規模な改装が4回、1929年、1977年、1991年、1996年に施されているが、建築家フィップスの作品としては当初の、変更が加えられていない状態が最もよく保存されている建物である。
1965年、エディンバラ・コーポレーション (the Edinburgh Corporation) がこの建物を買い上げ、ロイヤル・ライシーアム劇団 (Royal Lyceum Theatre Company) が新設され、以来、この劇団は恒久的にこの劇場を拠点とし、エディンバラ市当局から劇場を長期賃借している。
1947年に始まったエディンバラ国際フェスティバルは、当初からこの劇場を主要な会場のひとつとしており、当時の所有者たちは毎年8月の3週間にわたって、全館を他の都市から巡業してきた劇団に提供しており、またエディンバラ・フェスティバル・フリンジに加わった劇団にも1週間ほど提供されることがしばしばあった。
ロイヤル・ライシーアム劇場は、当初は演劇の場として知られていた。しかし、それだけではなく、重要なオペラ作品の上演も行われており、19世紀末にはカール・ローザの歌劇団 (Carl Rosa Opera Company) が初巡業で公演しており、1960年代から1970年代にかけては、初期のスコットランド・オペラが『蝶々夫人』、『マノン』、『ニュルンベルクのマイスタージンガー』をここで公演した。
この劇場は、イギリスで初めて鉄製の防火幕を備え、またスコットランドでは初めて、電灯を建物の照明に用いた。
2016年、芸術監督がマーク・トムソン (Mark Thomson) からディヴィッド・グレイグに交代した。

## 幽霊の噂
この劇場は、幽霊に取り憑かれていると信じられており、こけら落としに出演していたエレン・テリーとされる青い色の淑女を目撃したという話が何度も出ている。また、舞台上方の照明装置のところに影のような人物が現れるとも言われている。目撃例の多くでは、鐘を鳴らすような音も聞こえたとされている。